# Salimata Lam
Salimata Lam is een Mauritaanse mensenrechtenactivist. Ze is een anti-slavernij activiste en nationale coördinator van de niet-gouvernementele organisatie S.O.S. Esclaves.

## Biografie
Lam is de coördinator van S.O.S. Esclaves, een niet-gouvernementele organisatie, opgericht in 1995 door de Mauritaanse advocaat Boubacar Ould Messaoud, om moderne slavernij te lijf te gaan. Lams organisatie pleit ook tegen gedwongen huwelijken.
Sinds augustus 2015 hebben anti-slavernij programma’s zoals die van S.O.S. Esclaves geresulteerd in het instellen van wetten in Mauritanië die een toename van de gevangenisstraf voor overtreders van tien tot twintig jaar bepalen en gedwongen huwelijken strafbaar maken.
In een interview in 2015 met Al Jazeera gaf Lam echter aan dat ondanks de gewijzigde wetten in de grondwet om de slavernij aan te pakken en gedwongen huwelijken in Mauritanië te verbieden, "slechts één slavenhouder afdoende vervolgd is voor het bezitten van slaven".
In 2017 werd Lam genomineerd voor de New African Woman in Civil Society Award maar moest deze prijsgeven aan Theresa Kachindamoto uit Malawi.